# Трговац бојом
„Трговац бојом” (енгл. The Adventure of the Retired Colourman) је једна од 56 приповедака о Шерлоку Холмсу које је написао Артур Конан Дојл и једна је од дванаест прича у циклусу сакупљеном као Архива Шерлока Холмса (1927).

## Радња
Шерлока Холмса унајмљује пензионисани продавац уметничких дела из Луишама, Џозаја Амберли, да истражи нестанак своје жене. Она је побегла са њиховим комшијом, др Рејем Ернестом, узимајући поприличну количину новца и хартија од вредности. Амберли жели да њима двома уђе у траг.
Холмс је тренутно превише заузет другим случајем, па шаље доктора Вотсона у Луишам да сазна све штo може, иако је Вотсон свестан да је ово више Холмсова територија. Даје све од себе, примећујући да је Амберли заузет фарбањем своје куће, што делује помало чудно. Чак види и неискоришћену позоришну карту Амберлијеве жене; она и њен љубавник су нестали док је Амберли сам отишао у позориште након што се његова жена пожалила на главобољу. Вотсон бележи број седишта.
Вотсон такође види Амберлијев трезор из ког је његова жена однела драгоцености. Она је, очигледно, имала свој кључ. На улици среће човека прилично војничког изгледа, а касније га посматра како трчи да ухвати воз на станици Блекхит док се враћа у Улицу Бејкер 221б. Холмс препознаје опис овог човека; то је његов ривал у истрагама, Баркер. Касније се испоставило да га је породица Реја Ернеста унајмила да пронађе несталог доктора.
Очигледне су многе друге ствари о Амберлију. Он је шкртац, и као такав прилично љубоморан човек. Он је страствени шахиста (као и Ернест, тако су се и упознали), сугеришући Холмсу да и он има сплеткарски ум.
Холмс нешто посумња, па шаље Вотсона и Амберлија на задатак у удаљено село Литл Перлингтон, у близини Фринтона у Есексу, само да би Амберлија склонио са пута док Холмс проваљује у његову кућу да то истражи. Баркер га хвата, али они одлучују да раде заједно.
Долазе до закључка, а касније Холмс суочава Амберлија са драматичним питањем: „Шта сте урадили са телима?” Холмс се ухвати у коштац са Амберлијем на време да га спречи да прогута отровну пилулу. Амберли је очигледно крив.
Холмс објашњава како је дошао до свог закључка. Амберлијев алиби се распао када је Холмс открио да његово место у позоришту Хајмаркет није било заузето те ноћи, а његов број се може закључити из карте коју је Вотсон видео. Такође, фарбање је било траг. Холмс је схватио да је то радио да би прикрио неки мирис и убрзо је открио који: мирис гаса. Пронашао је гасну цев која је водила до трезора са чесмом изван. Амберли је намамио своју жену и њеног љубавника – бар је тако мислио за доктора Ернеста – у трезор, закључао их и укључио гас, убивши их из љубоморе. Једноставно је негде сакрио „украдене” драгоцености. Неизбрисивом оловком, једна од жртава је написала „Ми см...”, те је вероватно хтела да напише „Ми смо убијени.”
Тела су пронађена у напуштеном бунару у башти, баш тамо где је Холмс предложио полицији да погледа. Амберли је очигледно унајмиo Холмса из „чистог разметања”, верујући да га нико никада неће открити. Холмс верује да ће Амберли вероватно завршити у психијатријској установи, а не на скели, због свог менталног стања.

## Историја објављивања
Приповетка је први пут објављена у америчком часопису Liberty у децембру 1926. године, као и у британском часопису The Strand Magazine месец дана касније. Прича је објављена са четири илустрације Фредерика Дора Стила у часопису Liberty, и са пет илустрација Френка Вајлса у часопису The Strand. Уврштена је у збирку кратких прича Архива Шерлока Холмса, која је објављена у Уједињеном Краљевству и САД у јуну 1927. године.

## Адаптације

### Телевизија
Прича је адаптирана као епизода телевизијске серије Шерлок Холмс из 1965. у којој су глумили Даглас Вилмер као Холмс, Најџел Сток као Вотсон и Морис Денам као Џозаја Амберли. Једина разлика је у томе што је инспектора Мекинона заменио инспектор Лестрад (Петер Меден).

### Радио
Едит Мејзер је адаптирала ову приповетку као епизоду америчке радио-серије Авантуре Шерлока Холмса. Емитована је 6. априла 1931, са Ричардом Гордоном као Шерлоком Холмсом и Лијем Ловелом као др Вотсоном.
Мејзерова је такође адаптирала приповетку за америчку радио-серију Нове авантуре Шерлока Холмса, која је емитовала две епизоде засноване на причи, 11. марта 1940. и 3. септембра 1943. године. Бејзил Ратбон је играо Холмса, а Најџел Брус Вотсона.
Радио адаптација Мајкла Хардвика емитована је 1964. на BBC Light програму, као део радио-серије из 1952–1969, у којој се Карлтон Хобс нашао у главној улози Шерлока Холмса, а Норман Шели се појавио као др Вотсон.
Берт Кулс је 1994. драматизовао причу за BBC Radio 4 као део радио-серије из 1989–1998. у којој су глумили Клајв Мерисон као Холмс и Мајкл Вилијамс као Вотсон. Поред њих су се појавили Стивен Торн као инспектор Лестрад, Џорџ Кол као Џозаја Амберли и Наташа Пајн као госпођа Амберли. У овој верзији, за Холмса се каже да се пензионисао и одмах потом напустио Улицу Бејкер, осећајући да је изгубио корак и да је „време за село, и за самоћу, и за мисао, и за моје пчеле.”
Године 2009, прича је за радио адаптирана као епизода Класичних авантура Шерлока Холмса, серије у америчкој радио-емисији Imagination Theatre, са Џоном Патриком Лоуријем као Холмсом и Лоренсом Албертом као Вотсоном.